# NRK2
NRK2 je jedním z norských veřejnoprávních televizních kanálů, které provozuje a spravuje společnost Norsk rikskringkasting (NRK).
Vysílání bylo spuštěno v roce 1996.
Tradičně soustředí na informacní programy a kulturní pořady, více než jeho sesterský kanál NRK1.
Vysílá dramatické pořady, komedie a zpravodajství.
Nebyli-li vysílány pravidelné programy, běžel pořad Svisj, což je interaktivní program s hudebními videoklipy a SMS chatem.
Se zahájením vysílání NRK3, začátkem září 2007, se Svisj stěhoval na novou stanici a NRK2 přeorientovala svůj program se zaměřením na zprávy, dokumenty a kulturních programy.

## Vývoj loga

Staré logo NRK2, 2000 až říjen 2011
Staré logo NRK2 HD, 2010 až říjen 2011
Současné logo NRK2, od října 2011
Současné logo NRK2 HD, od října 2011